# Fregaty rakietowe typu Tromp
Fregaty rakietowe typu Tromp – pierwszy typ holenderskich fregat rakietowych, określanych też poza Holandią jako niszczyciele rakietowe, składający się z dwóch jednostek: „Tromp” i „De Ruyter”. Służyły one w holenderskiej marynarce wojennej pomiędzy 1975 a 2001 rokiem.

## Historia
Okręty typu Tromp zostały zaprojektowane w celu zastąpienia starzejących się lekkich krążowników typu De Zeven Provinciën w charakterze okrętów flagowych holenderskich zespołów floty. Były przy tym pierwszymi nowoczesnymi holenderskimi okrętami z uzbrojeniem rakietowym, klasy fregat rakietowych, której przedstawiciele pojawili się już wcześniej w marynarkach innych państw. Ich głównym przeznaczeniem miało być zwalczanie celów powietrznych za pomocą rakiet przeciwlotniczych, lecz oprócz tego okręty te udało się wyposażyć w silne i uniwersalne uzbrojenie, mimo ich umiarkowanej wielkości. Konstruktorzy uzyskali także bardzo dobrą dzielność morską, dzięki wysokiej wolnej burcie, dużej szerokości i odpowiednio wybranym doświadczalnie kształtom kadłuba. Z powodu silnego uzbrojenia, okręty te, klasyfikowane w Holandii jako fregaty (z odpowiednimi numerami burtowymi na literę „F”), często zaliczane są w publikacjach światowych do klasy niszczycieli rakietowych. W literaturze okręty te bywają nawet czasem zaliczane do krążowników rakietowych. Spośród nowości, wprowadziły one w marynarce holenderskiej także napęd w całości za pomocą turbin gazowych (w układzie COGOG) oraz sterowanie walką okrętu za pomocą zintegrowanego systemu, z centrali bojowej we wnętrzu kadłuba.
Pierwsze prace nad fregatami podjęto w 1964, a prace nad ostatecznym projektem technicznym rozpoczęły się w styczniu 1968. Projektowania zakończono we wrześniu 1969, po czym w  październiku 1970 zamówiono dwie jednostki, noszące tradycyjne dla marynarki holenderskiej nazwiska admirałów holenderskich, noszone m.in. przez krążowniki z okresu II wojny światowej: „Tromp” i „De Ruyter”. Budowę obu rozpoczęto w 1971 w stoczni De Schelde we Vlissingen. Pierwszy wszedł do służby „Tromp” w 1975, a „De Ruyter” w 1976. 
| Nazwa (numer)     | Położenie stępki | Wodowanie      | Wejście do służby   | Wycofanie           |
| Tromp (F 801)     | 4 sierpnia 1971  | 4 czerwca 1973 | 3 października 1975 | 12 listopada 1999   |
| De Ruyter (F 806) | 22 grudnia 1971  | 9 marca 1974   | 3 czerwca 1976      | 3 października 2001 |

## Opis

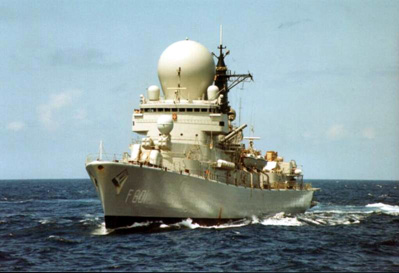
„Tromp” (źródło: Koninklijke Marine)

Fregaty typu „Tromp” miały sylwetkę nieco podobną do francuskich niszczycieli rakietowych typu Suffren, lecz bardziej zwartą. Wspólnym i charakterystycznym jedynie dla tych dwóch typów okrętów elementem było umieszczenie anten trójwspółrzędnej stacji radiolokacyjnej dozoru powietrznego pod wielką plastikową kopułą (z tej przyczyny, holenderskie fregaty uzyskały przezwisko „Kojak”). W momencie wejścia do służby był to bardzo nowoczesny radar, śledzący wiele celów jednocześnie. Uzbrojenie artyleryjskie okrętów w postaci dwudziałowych wież z armatami uniwersalnymi 120 mm Bofors pochodziło z wycofanego w 1974 niszczyciela „Gelderland”. W toku służby dodano na „De Ruyter” zestaw artyleryjski obrony bezpośredniej Goalkeeper. Fregaty typu Tromp uważane były za udane okręty, o dość silnym uzbrojeniu i nowoczesnym jak na moment wejścia do służby wyposażeniu elektronicznym.
„Tromp” wycofano ze służby w 1999, a „De Ruyter” w 2001; zostały one zastąpione przez nowe fregaty przeciwlotnicze typu De Zeven Provinciën, o tych samych nazwach. 

## Dane techniczne
- Siłownia: 4 turbiny gazowe w układzie COGOG:
  - 2 turbiny prędkości maksymalnej Rolls-Royce Olympus TM3B o łącznej mocy ciągłej 50 880 KM (37,9 MW)
  - 2 turbiny prędkości ekonomicznej Rolls-Royce Tyne RM1C o łącznej mocy ciągłej 9900 KM (7,4 MW)[1] (inne dane 8200 KM)
  - 2 śruby napędowe
- prędkość maksymalna: 28 węzły (maks. na próbach 30 w)

## Uzbrojenie
- 2 armaty uniwersalne kalibru 120 mm Bofors L/50 w wieży na dziobie (1xII)
  - długość lufy 50 kalibrów, masa pocisku 24 kg, kąt podniesienia 85°, szybkostrzelność 42 strz/min, donośność skuteczna - do celów nawodnych 20 km, powietrznych 12 km[1]
- 1 zestaw artyleryjski obrony bezpośredniej Goalkeeper kalibru 30 mm (na rufie -  tylko „De Ruyter”, od 1991)
- 1 pojedyncza wyrzutnia Mk 13 kierowanych przeciwlotniczych pocisków rakietowych średniego zasięgu   Standard SM-1MR na rufie (40 pocisków, zasięg do 46 km) (początkowo pociski RIM-24 Tartar)
- 1 ośmioprowadnicowa wyrzutnia kierowanych przeciwlotniczych pocisków rakietowych krótkiego zasięgu  RIM-7 Sea Sparrow na dziobie (16 pocisków, zasięg do 14,6 km)
- 8 wyrzutni pocisków przeciwokrętowych RGM-84 Harpoon (dwie poczwórne) (od 1977-1978)
- 6 wyrzutni torpedowych Mk 32 kalibru 324 mm dla torped Mk 46 przeciw okrętom podwodnym (2xIII)
- 1 śmigłowiec SH 14B Lynx

## Wyposażenie elektroniczne

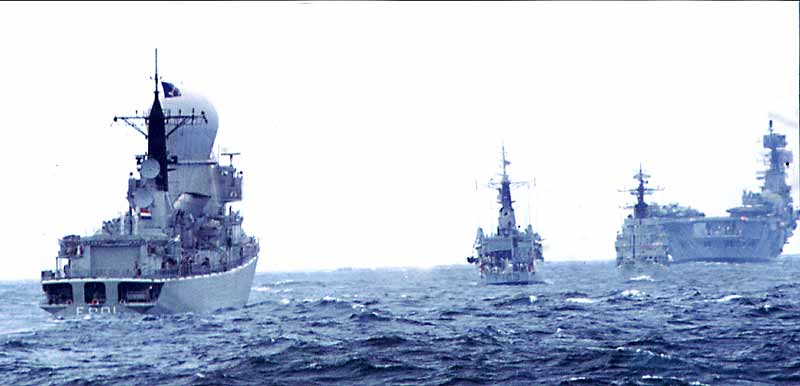
„Tromp” od rufy, w eskorcie lotniskowca HMS „Ark Royal”, 1976.

- trójwspółrzędna stacja radiolokacyjna dozoru powietrznego i nawodnego MTTR/SPS 01 (w kulistej osłonie na nadbudówce dziobowej)
- dwie stacje radiolokacyjne kierowania pocisków przeciwlotniczych SPG 51C (na rufie)
- stacja radiolokacyjna systemu WM 25 kierowania ogniem artylerii 120 mm i pocisków Sea Sparrow (przed mostkiem)
- 2 radary nawigacyjne Decca(inne języki) Transar, następnie Decca 1226
- sonar PHS-36 (SQS-509)
- systemy walki radioelektronicznej
- zintegrowany system dowodzenia walką okrętu SEWACO